# John Warner
Pour les articles homonymes, voir Warner.
John William Warner, né le 18 février 1927 à Washington D.C. et mort le 25 mai 2021 à Alexandria (Virginie), est un homme politique américain, membre du Parti républicain, secrétaire à la Marine de 1972 à 1974 et sénateur de Virginie au Congrès des États-Unis de 1979 à 2009.

## Biographie
Dès 1945, âgé de 18 ans, Warner s'enrôle dans la US Navy.
En 1950, il rejoint le Corps des Marines des États-Unis et sert durant la guerre de Corée.
Réserviste avec le grade de capitaine, il termine ses études de droit à l'université de Virginie puis commence en 1953 une carrière civile auprès de la cour d'appel.
En 1956, il est assistant de l'US attorney.
En 1960, il abandonne le secteur public pour pratiquer dans le secteur privé.
En février 1969, avec le retour des républicains au pouvoir, il est nommé sous-secrétaire à la Marine dans le gouvernement de Richard Nixon.
En mai 1972, il succède à John Chafee et devient secrétaire à la Marine.
En 1978, John Warner est élu au Sénat des États-Unis et a  constamment été réélu jusqu'à son retrait de la vie publique.
Aux élections sénatoriales de 1994, John Warner a apporté son soutien au sénateur démocrate Chuck Robb contre le sulfureux candidat républicain au poste de sénateur de Virginie, Oliver North.
Warner  a été membre de nombreuses commissions sénatoriales comme celle sur l'environnement et les travaux publics, celle sur la santé, celle sur l'éducation ou la commission sur les services de renseignements.
Il a présidé la commission des forces armées, ce qui lui a permis de dégager le financement des infrastructures navales des bases de Virginie.
John Warner est considéré comme un républicain modéré.
Après son retrait de la vie publique en 2009, un sous-marin d'attaque de la classe Virginia est baptisé de son nom.

## Situation familiale
Marié en premières noces à Catherine Mellon, la petite-fille du milliardaire Andrew Mellon, John Warner divorce en 1973 pour se remarier en 1976 avec l'actrice Elizabeth Taylor. Divorcé de nouveau en 1982, John Warner s'est remarié en décembre 2003 avec Jeanne Vander Myde.